# Xã Monroe, Quận Coshocton, Ohio
Xã Monroe (tiếng Anh: Monroe Township) là một xã thuộc quận Coshocton, tiểu bang Ohio, Hoa Kỳ. Năm 2010, dân số của xã này là 525 người.